# Buffalo Gasoline Motor Company
Die Buffalo Gasoline Motor Company war ein US-amerikanischer Hersteller von Verbrennungsmotoren und Automobilen in Buffalo (New York).

## Beschreibung
Das Unternehmen wurde 1899 mit einem Aktienkapital von US$ 25.000 ins Leben gerufen. Partner waren Louis Langen, L. Belle Conrad und Louis A. Fisher. Bis 1901 beschränkte sich das Unternehmen auf die Herstellung von Motoren.
Der Einstieg in die Automobilproduktion erfolgte eher unkonventionell: Man verbaute hauseigene 7 bhp-Vierzylindermotoren in eigens entwickelte Fahrgestelle und lieferte die Einheit als eine Art „Halbfabrikat“ aus. Das Beschaffen der Karosserie und von Komponenten wie Benzin- und Wassertank oblag dem Kunden. Diesem Verkaufskonzept war nur wenig Erfolg beschieden. Buffalo probierte es im folgenden Jahr mit einem kompletten Auto. Der Markenname lautete Buffalo.
Nur zwei Stück wurden fertiggestellt, ehe das Unternehmen Anfang 1903 von der Electric Vehicle Company (E.V.C.) verklagt wurde. Als Inhaberin des Selden-Patents wachte diese darüber, wer Autos produzieren durfte und dass Lizenzgebühren bezahlt wurden.
Buffalo bewarb sich in der Folge um eine solche Lizenz und erhielt sie auch, entschied aber, den Autobau ganz aufzugeben. Das Geschäft mit Benzinmotoren lief in der Folge recht gut und das Unternehmen bezog noch im gleichen Jahr größere Räumlichkeiten.
1906 kam es zur Übernahme durch den Anwalt und Erfinder George Baldwin Selden, der das Patent ursprünglich eingereicht hatte und E.V.C. juristisch vertrat. Er wollte unter eigenem Namen Automobile und Nutzfahrzeuge bauen und reorganisierte das Unternehmen als Selden Motor Vehicle Company in Rochester (New York).
Von 1907 bis 1912 entstanden hier Automobile; danach wurden bis 1930 Nutzfahrzeuge hergestellt.